# Solenzo (departamento)
Solenzo é um departamento ou comuna da província de Banwa no Burkina Faso. A sua capital é a cidade de Solenzo.
Em 1 de julho de 2018 tinha uma população estimada em 167848 habitantes.